# 門羅雷奈森斯 (新澤西州)
門羅雷奈森斯（英語：Renaissance at Monroe）是位於美國新澤西州米德爾塞克斯縣的普查規定居民點。

## 人口
根據2020年美國人口普查的數據，門羅雷奈森斯的面積為0.45平方千米，皆為陸地。當地共有人口637人，而人口密度為每平方千米1,415.56人。